# Phoenix Suns 2024-2025
Questa voce raccoglie le informazioni riguardanti i Phoenix Suns nella stagione NBA 2024-2025.

## Stagione
Quella del 2024-2025 è stata la 57ª stagione della franchigia nella NBA, nonché la loro 32ª stagione alla PHX Arena, precedentemente nota come Footprint Center fino alla scadenza del contratto dell'omonima arena il 18 febbraio 2025 durante una trasferta stagionale. È anche la loro seconda stagione completa sotto il gruppo di proprietà guidato da Mat Ishbia e Justin Ishbia dopo che i fratelli hanno acquistato la squadra l'8 febbraio 2023, e la loro seconda e ultima stagione con il loro superteam "Big Three" composto da Devin Booker, Kevin Durant e Bradley Beal. Questa sarà la loro seconda stagione consecutiva con un nuovo capo allenatore dopo il licenziamento di Monty Williams in seguito all'annuncio del licenziamento di Frank Vogel il 9 maggio 2024, questa volta con l'allenatore Mike Budenholzer, campione delle finali NBA 2021, che assumerà il ruolo di nuovo capo allenatore due giorni dopo. Questa è anche la prima stagione dalla stagione 2019-2020 in cui i Suns partecipano di nuovo al campionato della NBA G League con la propria squadra (questa volta, i Valley Suns) dopo aver precedentemente ceduto i Northern Arizona Suns ai Detroit Pistons durante il periodo di sospensione/reintegrazione di quella stagione e aver successivamente chiuso quella squadra della G League per la stagione successiva in una mossa non correlata alla loro cessione, segnando così la prima volta in cui ogni squadra NBA utilizza la propria affiliata della G League durante una stagione. All'inizio di questa stagione, i Suns puntavano a partecipare ai playoff per la quinta stagione consecutiva dopo averli saltati per un decennio consecutivo e almeno a migliorare la loro eliminazione diretta al primo turno dell'ultima postseason, dopo non essere riusciti a migliorare il record della stagione precedente.
Prima dell'inizio del training camp, il 21 settembre 2024, il telecronista sportivo storico della squadra arizoniana Al McCoy è morto all'età di 91 anni, e la sua ultima apparizione pubblica è stata quando ha aiutato a presentare l'allenatore Mike Budenholzer al pubblico. Il 30 settembre, giorno in cui è iniziato il training camp per i Suns, il proprietario Mat Ishbia annuncia che i Suns avrebbero dedicato la stagione ad Al McCoy, indossando una toppa nera con la parola "Al" scritta sulle loro maglie per ogni partita della stagione. Per la loro partita d'esordio stagionale, i Suns hanno dominato nella nuova arena dell'Intuit Dome, contro i Los Angeles Clippers, con una tesa vittoria ai supplementari per 116-113. In sole sei partite, i Suns hanno già superato il loro record di 10 partite della scorsa stagione con un record di 5-1. Tuttavia, un infortunio a Kevin Durant (e un successivo infortunio a Bradley Beal) avrebbe ritardato la decima vittoria stagionale al 26 novembre, contro i Los Angeles Lakers, dopo aver iniziato la stagione con un record di 8-1 e poi di 9-2. Al traguardo delle 20 partite della stagione, i Suns eguagliano il record della scorsa stagione con un record di 12-8. Il 16 dicembre 2024, "The Original Sun" Dick Van Arsdale muore all'età di 81 anni per insufficienza renale. Entro la fine del 2024, i Suns si sono ritrovati con un record peggiore all'inizio del 2025 rispetto allo stesso punto della scorsa stagione di 15-17, con le conseguenze della loro prima partita nel 2025 che hanno portato la squadra a fare un cambiamento significativo alla loro formazione titolare spostando la guardia tiratrice Bradley Beal in panchina per l'ala piccola Ryan Dunn e spostando il centro bosniaco Jusuf Nurkić in panchina (e in seguito non facendolo giocare del tutto) per Mason Plumlee, con il centro/ala grande esordiente Oso Ighodaro, che ha anche ricevuto più tempo di gioco. Questo cambiamento avrebbe aiutato la squadra a tornare a un record medio il 12 gennaio, con un record di nuovo sopra la media a metà stagione sei giorni dopo. Nonostante lo scambio del centro per Nick Richards, il caos si sarebbe scatenato di nuovo sulla squadra entro febbraio, con ripetuti fallimenti nell'acquisizione di Jimmy Butler dai Miami Heat e la vociferata inclusione di Kevin Durant scambiato con i Suns per ottenere Butler al posto di Bradley Beal in una riunione con i Golden State Warriors. Josh Okogie e Jusuf Nurkić sono stati ceduti agli Charlotte Hornets in accordi separati per ottenere flessibilità nel draft futuro insieme ad un paio dei loro giocatori, e l'allenatore Mike Budenholzer sarebbe stato percepito come aver perso il controllo del suo roster durante un periodo negativo di 3-10 a febbraio. Con la sconfitta ai supplementari per 149-141 contro i Denver Nuggets il 7 marzo, i Suns non sono riusciti a migliorare il record complessivo della stagione precedente. Il 9 aprile, i Suns vengono ufficialmente eliminati dalla corsa ai playoff per la prima volta dal 2020 e l'ultima squadra in assoluto, non solo nella Western Conference, a essere eliminata dopo la sconfitta contro gli Oklahoma City Thunder. Il 14 aprile, un giorno dopo la conclusione della stagione regolare, l'allenatore Mike Budenholzer viene licenziato a seguito della deludente stagione della squadra, venendo poi sostituito dall'assistente allenatore dei Cleveland Cavaliers Jordan Ott a giugno. Un successivo scambio annunciato di Kevin Durant che andò agli Houston Rockets insieme all'intenzione annunciata di spostare o altrimenti acquistare Bradley Beal (che include una clausola di non scambio a cui Beal avrebbe dovuto rinunciare) avrebbe confermato la fine del fallito esperimento di superteam dei Suns in questione.

### Cambio allenatori
Il 16 aprile 2024, l'assistente allenatore Kevin Young è stato assunto come capo allenatore della squadra di basket maschile della Brigham Young University (anche se sarebbe rimasto per la breve corsa ai playoff 2024) dopo che il loro precedente allenatore, Mark Pope, ha lasciato la BYU per diventare il nuovo capo allenatore dell'Università del Kentucky, in sostituzione di John Calipari, dopo che questi li aveva lasciati per l'Università dell'Arkansas. Young aveva già accennato in precedenza alla possibilità di lasciare la squadra per una posizione da capo allenatore, essendo stato considerato un serio candidato per la posizione di capo allenatore sia per i Brooklyn Nets che per gli Charlotte Hornets prima di essere assunto dalla BYU. Era anche l'assistente allenatore più pagato al momento della sua partenza. Il 9 maggio, dopo settimane di deliberazioni dopo una deludente eliminazione al primo turno contro i Minnesota Timberwolves nei playoff NBA 2024, i Suns decidono di licenziare l'allenatore Frank Vogel dopo aver terminato solo una stagione del suo contratto quinquennale da 31 milioni di dollari che aveva originariamente firmato con la squadra. A differenza della ricerca di un allenatore della stagione precedente, che era stata molto ampia, i Suns hanno preso in considerazione solo pochi candidati selezionati per sostituire Vogel, con Mike Budenholzer, nativo di Holbrook, Arizona (l'allenatore capo ha vinto le finali NBA 2021 contro i Suns) considerato una parte importante della loro ricerca del nuovo allenatore, prima di ottenere la posizione due giorni dopo con un contratto quinquennale del valore di 50 milioni di dollari.
Vogel sarebbe stato successivamente assunto come consulente tecnico per Jason Kidd e i Dallas Mavericks.
In seguito all'assunzione di Budenholzer, i Suns hanno annunciato che nessuno dei vice allenatori di Vogel della scorsa stagione sarebbe stato inizialmente confermato per il nuovo staff tecnico guidato da Budenholzer in questa stagione. Tuttavia, dopo un tentativo di promuovere David Fizdale a una posizione di front office più avanti nel mese, è stato riportato che sarebbe tornato al suo ruolo di vice allenatore per i Phoenix Suns il 29 maggio. I Suns avrebbero anche cercato di assumere Vince Legarza, un ex vice allenatore dei Milwaukee Bucks e dei Minnesota Timberwolves, il 28 maggio (con Legarza che assumeva anche il ruolo di capo allenatore per la squadra della Summer League dei Suns). Il 30 maggio, l'assistente allenatore degli Utah Jazz Chad Forcier sarebbe stato nominato la prossima aggiunta allo staff tecnico dei Phoenix Suns. Un giorno dopo, il 31 maggio, l'ex capo allenatore dei Wisconsin Herd Chaisson Allen è stato il seguente vice allenatore ad essere assunto nel nuovo staff di Budenholzer. L'11 giugno, l'ex allenatore di basket dell'Università del Washington Mike Hopkins è stato indicato come la prossima assunzione per lo staff tecnico di Budenholzer. Più di un mese dopo, il 23 luglio, Brent Barry, vicepresidente delle operazioni di basket dei San Antonio Spurs, è stato anche indicato come l'assunzione più recente per lo staff tecnico di Budenholzer. Un giorno dopo, l'ex vice allenatore dei Washington Wizards James Posey ha ottenuto uno dei posti vacanti da vice allenatore per la squadra. Infine, i Suns hanno annunciato il loro staff tecnico ufficiale che si sarebbe unito a Mike Budenholzer il 6 agosto, con l'ultima aggiunta che sarebbe stata l'ex vice allenatore dei Los Angeles Lakers Schuyler Rimmer.

### Cambio dirigenti
Oltre ai cambiamenti nello staff tecnico, i Suns hanno anche espresso interesse a modificare leggermente anche il loro front office. Inizialmente, al vice allenatore David Fizdale era stato offerto un posto nel front office della squadra il 12 maggio 2024, in seguito a un licenziamento iniziale da parte dello staff tecnico di Frank Vogel, ma alla fine ha rifiutato la promozione preferendo rimanere con i Suns come vice allenatore per lo staff di Mike Budenholzer. Cinque giorni dopo aver tentato di far ottenere a Fizdale un ruolo nel front office, è stato riferito che i Suns avrebbero invece offerto all'ex direttore generale dei Long Island Nets e allora attuale vicepresidente delle strategie dei Brooklyn Nets, Matt Tellem (figlio del famoso agente sportivo Arn Tellem) un posto chiave nel loro nuovo front office.
Matt, alla fine, è stato annunciato come nuovo vice direttore generale dei Suns con Trevor Bukstein (che in precedenza faceva parte del loro staff dal 2013) e Morgan Cato (confermato per non tornare in ufficio a partire dal 21 maggio) il 10 giugno, insieme anche all'ex allenatore di basket dell'Università della Florida Meridionale Brian Gregory, nominato vicepresidente della programmazione dei giocatori insieme all'assunzione di Tellem. Più di un mese dopo, il 19 luglio, l'assistente del direttore generale Gerald Madkins, il responsabile della valutazione del personale David Sevush e gli osservatori della squadra Charles Payne e Darrel Johnson sono stati annunciati per non tornare più nella gestione dell'ufficio della squadra.

## Draft
| Giro | Scelta | Giocatore    | Ruolo | Nazionalità | Università/Squadra  |
| ---- | ------ | ------------ | ----- | ----------- | ------------------- |
| 1    | 28     | Ryan Dunn    | AP/AG | Stati Uniti | Virginia Cavaliers  |
| 2    | 40     | Oso Ighodaro | C/AG  | Stati Uniti | Marquette G. Eagles |

I Suns sono entrati in questo periodo di draft (che sarebbe durato due giorni invece di uno solo come era da quando il draft NBA era lungo solo due round nel 1989) con solo la loro scelta del primo round (che è stata fatta 22ª dopo uno spareggio con altre due squadre con lo stesso record e che hanno anche mantenuto come propria scelta in seguito a molteplici scambi ruotanti attorno a uno scambio di scelte del primo round che hanno fatto la scorsa stagione) dopo aver scambiato anche la loro scelta del secondo round di quest'anno come parte del loro enorme scambio di Bradley Beal della scorsa stagione. Originariamente avevano anche una scelta del secondo round che proveniva dai Denver Nuggets (che sarebbe stata fatta verso la fine del secondo round) che avevano acquisito dagli Orlando Magic la stagione precedente, ma quella scelta è stata infine abbandonata da loro all'inizio di quella stagione dopo che la NBA ha scoperto che i Suns erano entrati in trattative con l'allora centro dei Portland Trail Blazers Drew Eubanks prima che iniziasse ufficialmente il periodo di free agency di quella stagione. Avevano anche i diritti di draft sulla seconda scelta dei San Antonio Spurs nel caso in cui fosse caduta in una certa condizione a causa di un precedente scambio che coinvolgeva Cameron Payne, ma quella scelta non sarebbe stata loro trasmessa a causa delle prestazioni degli Spurs ben al di sotto delle aspettative dei limiti di gamma di quella scelta del draft. Nella prima notte del draft NBA 2024, i Suns hanno scambiato la loro unica scelta che avevano in quel momento (che è diventata l'ala grande di Dayton DaRon Holmes II) con i Denver Nuggets in cambio della loro 28ª scelta nel draft (che è diventata l'ala grande di Virginia Ryan Dunn), la loro 56ª scelta nel draft (che è diventata la guardia tiratrice del Kansas Kevin McCullar Jr.) e due future scelte del secondo giro nel 2026 e nel 2031. Il secondo giorno del draft, i Suns avrebbero poi ceduto Kevin McCullar Jr., e la seconda scelta protetta dei Boston Celtics del 2028 ai New York Knicks in cambio della 40ª scelta del draft (che divenne l'ala forte/centro Oso Ighodaro, nato e cresciuto a Marquette in Arizona).

## Roster
| \| Pos. \| Num. \| Naz. \| Nome \| Altezza \| Peso \| Data nascita \| Provenienza \| \| ----- \| ---- \| ---- \| ------------------------- \| ------- \| ------ \| ------------ \| ----------- \| \| G \| 8 \| \| Allen, Grayson \| 193 cm \| 90 kg \| 08-10-1995 \| Duke \| \| G \| 3 \| \| Beal, Bradley \| 193 cm \| 94 kg \| 28-06-1993 \| Florida \| \| AG/C \| 11 \| \| Bol, Bol \| 221 cm \| 100 kg \| 16-11-1999 \| Oregon \| \| G \| 1 \| \| Booker, Devin \| 198 cm \| 93 kg \| 30-10-1990 \| Kentucky \| \| AP \| 15 \| \| Bridges, Jalen (TW) \| 203 cm \| 102 kg \| 14-05-2001 \| Baylor \| \| AP \| 0 \| \| Dunn, Ryan \| 203 cm \| 98 kg \| 07-01-2003 \| Virginia \| \| AP/AG \| 35 \| \| Durant, Kevin \| 211 cm \| 109 kg \| 29-09-1988 \| Texas \| \| P \| 12 \| \| Gillespie, Collin (TW) \| 185 cm \| 88 kg \| 25-06-1999 \| Villanova \| \| C \| 4 \| \| Ighodaro, Oso \| 213 cm \| 107 kg \| 14-07-2002 \| Marquette \| \| P \| 21 \| \| Jones, Tyus \| 185 cm \| 89 kg \| 10-05-1996 \| Duke \| \| G/AP \| 10 \| \| Lee, Damion \| 198 cm \| 95 kg \| 21-10-1992 \| Louisville \| \| AP \| 17 \| \| Martin, Cody \| 198 cm \| 93 kg \| 28-09-1995 \| Nevada \| \| P \| 18 \| \| Micić, Vasilije \| 191 cm \| 85 kg \| 13-01-1994 \| Serbia \| \| P \| 23 \| \| Morris, Monté \| 188 cm \| 83 kg \| 27-06-1995 \| Iowa State \| \| AP \| 00 \| \| O'Neale, Royce \| 198 cm \| 103 kg \| 05-06-1993 \| Baylor \| \| AG/C \| 22 \| \| Plumlee, Mason \| 208 cm \| 115 kg \| 05-03-1990 \| Duke \| \| C \| 2 \| \| Richards, Nick \| 213 cm \| 111 kg \| 29-11-1997 \| Kentucky \| \| P \| 14 \| \| Washington Jr., TyTy (TW) \| 191 cm \| 88 kg \| 15-11-2001 \| Kentucky \| | Allenatore - Mike Budenholzer Assistente/i - Chaisson Allen - Brent Barry - David Fizdale - Chad Forcier - Mike Hopkins - Vince Legarza - James Posey - Schuyler Rimmer Legenda - (C) Capitano - (FA) Free agent - (S) Sospeso - (DP) Scelta non firmata - (GL) Assegnato a squadra NBA G League affiliata - (TW) Contratto Two-way - Infortunato Roster • Transazioni · Ultima transazione: 29 gennaio 2025 |                                                   |                           |         |        |              |             |
| Pos. | Num. | Naz.                                              | Nome                      | Altezza | Peso   | Data nascita | Provenienza |
| G | 8 | Stati Uniti (bandiera)                            | Allen, Grayson            | 193 cm  | 90 kg  | 08-10-1995   | Duke        |
| G | 3 | Stati Uniti (bandiera)                            | Beal, Bradley             | 193 cm  | 94 kg  | 28-06-1993   | Florida     |
| AG/C | 11 | Sudan del Sud (bandiera) · Stati Uniti (bandiera) | Bol, Bol                  | 221 cm  | 100 kg | 16-11-1999   | Oregon      |
| G | 1 | Stati Uniti (bandiera)                            | Booker, Devin             | 198 cm  | 93 kg  | 30-10-1990   | Kentucky    |
| AP | 15 | Stati Uniti (bandiera)                            | Bridges, Jalen (TW)       | 203 cm  | 102 kg | 14-05-2001   | Baylor      |
| AP | 0 | Stati Uniti (bandiera)                            | Dunn, Ryan                | 203 cm  | 98 kg  | 07-01-2003   | Virginia    |
| AP/AG | 35 | Stati Uniti (bandiera)                            | Durant, Kevin             | 211 cm  | 109 kg | 29-09-1988   | Texas       |
| P | 12 | Stati Uniti (bandiera)                            | Gillespie, Collin (TW)    | 185 cm  | 88 kg  | 25-06-1999   | Villanova   |
| C | 4 | Stati Uniti (bandiera)                            | Ighodaro, Oso             | 213 cm  | 107 kg | 14-07-2002   | Marquette   |
| P | 21 | Stati Uniti (bandiera)                            | Jones, Tyus               | 185 cm  | 89 kg  | 10-05-1996   | Duke        |
| G/AP | 10 | Stati Uniti (bandiera)                            | Lee, Damion               | 198 cm  | 95 kg  | 21-10-1992   | Louisville  |
| AP | 17 | Stati Uniti (bandiera)                            | Martin, Cody              | 198 cm  | 93 kg  | 28-09-1995   | Nevada      |
| P | 18 | Serbia (bandiera)                                 | Micić, Vasilije           | 191 cm  | 85 kg  | 13-01-1994   | Serbia      |
| P | 23 | Stati Uniti (bandiera) · Nigeria (bandiera)       | Morris, Monté             | 188 cm  | 83 kg  | 27-06-1995   | Iowa State  |
| AP | 00 | Stati Uniti (bandiera)                            | O'Neale, Royce            | 198 cm  | 103 kg | 05-06-1993   | Baylor      |
| AG/C | 22 | Stati Uniti (bandiera)                            | Plumlee, Mason            | 208 cm  | 115 kg | 05-03-1990   | Duke        |
| C | 2 | Giamaica (bandiera)                               | Richards, Nick            | 213 cm  | 111 kg | 29-11-1997   | Kentucky    |
| P | 14 | Stati Uniti (bandiera)                            | Washington Jr., TyTy (TW) | 191 cm  | 88 kg  | 15-11-2001   | Kentucky    |

## Uniformi
- Casa

| Association |

- Trasferta

| Icon |

- Alternativa

| Statemant |

## Classifiche

### Pacific Division
| Pacific Division     | V  | S  | V%   | PR   | Casa  | Trasf | Div  | PG |
| -------------------- | -- | -- | ---- | ---- | ----- | ----- | ---- | -- |
| y – L.A. Lakers      | 50 | 32 | .610 | 17,5 | 31–10 | 19–22 | 12-4 | 82 |
| x – L.A. Clippers    | 50 | 32 | .610 | 17,5 | 30–11 | 20–21 | 9-7  | 82 |
| p – G.S. Warriors    | 48 | 34 | .585 | 19,5 | 24–17 | 24–17 | 5-11 | 82 |
| p – Sacramento Kings | 40 | 42 | .488 | 27,5 | 20–21 | 20–21 | 5-11 | 82 |
| e – Phoenix Suns     | 36 | 46 | .439 | 31,5 | 24–17 | 12–29 | 9-7  | 82 |

### Western Conference
| Western Conference | Western Conference      | Western Conference | Western Conference | Western Conference | Western Conference | Western Conference |
| #                  | Squadra                 | V                  | S                  | V%                 | PR                 | PG                 |
| ------------------ | ----------------------- | ------------------ | ------------------ | ------------------ | ------------------ | ------------------ |
| 1                  | y – Oklahoma Thunder *  | 67                 | 14                 | .827               | –                  | 81                 |
| 2                  | y – Houston Rockets *   | 52                 | 29                 | .642               | 15,0               | 81                 |
| 3                  | y – L.A. Lakers *       | 50                 | 32                 | .610               | 17,5               | 82                 |
| 4                  | x – Denver Nuggets      | 50                 | 32                 | .610               | 17,5               | 82                 |
| 5                  | x – L.A. Clippers       | 50                 | 32                 | .610               | 17,5               | 82                 |
| 6                  | x – Minnesota T'wolves  | 49                 | 33                 | .598               | 18,5               | 82                 |
|                    |                         |                    |                    |                    |                    |                    |
| 7                  | p – G.S. Warriors       | 48                 | 34                 | .585               | 19,5               | 82                 |
| 8                  | p – Memphis Grizzlies   | 48                 | 34                 | .585               | 19,5               | 82                 |
| 9                  | p – Sacramento Kings    | 40                 | 42                 | .488               | 27,5               | 82                 |
| 10                 | p – Dallas Mavericks    | 39                 | 43                 | .476               | 28,5               | 82                 |
|                    |                         |                    |                    |                    |                    |                    |
| 11                 | e – Phoenix Suns        | 36                 | 46                 | .439               | 31,5               | 82                 |
| 12                 | e – Portland T. Blazers | 36                 | 46                 | .439               | 31,5               | 82                 |
| 13                 | e – San Antonio Spurs   | 33                 | 47                 | .413               | 33,5               | 80                 |
| 14                 | e – N.O. Pelicans       | 21                 | 61                 | .256               | 46,5               | 82                 |
| 15                 | e – Utah Jazz           | 17                 | 65                 | .207               | 50,5               | 82                 |

Note:
- z – Fattore campo per gli interi playoff
- c – Fattore campo per le finali di Conference
- y – Campione della division
- x – Qualificata ai playoff
- p – Qualificata ai play-in
- e – Eliminata dai playoff
- * – Leader della division

## Risultati

### Preseason
|  | Denota le partite vinte |
|  | Denota le partite perse |

### Regular season
|  | Denota le partite vinte |
|  | Denota le partite perse |

## NBA Cup
Questa è la seconda stagione regolare in cui tutte le squadre NBA si sfideranno in un torneo di metà stagione dopo il successo dell'NBA In-Season Tournament del 2023, sebbene il torneo di questa stagione verrà rinominato Emirates NBA Cup. Il 12 luglio 2024, l'NBA ha annunciato il sorteggio dei gironi di ogni squadra per il torneo di questa stagione. Per i Suns, si sarebbero uniti ai rivali Los Angeles Lakers e Utah Jazz del Gruppo A della scorsa stagione con gli Oklahoma City Thunder e i rivali San Antonio Spurs nel Gruppo B per la Western Conference di questa stagione. Questa volta, i Suns non sono avanzati al secondo turno nonostante avessero concluso con un simile risultato di 3-1 in NBA Cup a causa non solo della brutta sconfitta in una partita chiave contro gli Oklahoma City Thunder, ma anche della mancanza di una differenza punti sufficiente per superare i Dallas Mavericks in NBA Cup.

### Girone Ovest B
| Pos | Squadra           | G | V | P | PF  | PS  | DP  | Qualificazione                                                |
| --- | ----------------- | - | - | - | --- | --- | --- | ------------------------------------------------------------- |
| 1   | Oklahoma Thunder  | 4 | 3 | 1 | 437 | 392 | +45 | Passa alla fase a eliminazione diretta                        |
| 2   | Phoenix Suns      | 4 | 3 | 1 | 434 | 404 | +30 | Possibile fase a eliminazione diretta in base alla classifica |
| 3   | L.A. Lakers       | 4 | 2 | 2 | 437 | 461 | −24 |                                                               |
| 4   | San Antonio Spurs | 4 | 2 | 2 | 446 | 443 | +3  |                                                               |
| 5   | Utah Jazz         | 4 | 0 | 4 | 451 | 505 | −54 |                                                               |

|                       | OKC       | PHX       | LAL       | UTA       | SAS       |
| Oklahoma City Thunder |           | 99 - 83   | 101 - 93  | 133 - 106 | 104 - 110 |
| Phoenix Suns          | 83 - 99   |           | 127 - 100 | 120 - 112 | 104 - 93  |
| Los Angeles Lakers    | 93 - 101  | 100 - 127 |           | 124 - 118 | 120 - 115 |
| Utah Jazz             | 106 - 133 | 112 - 120 | 118 - 124 |           | 115 - 128 |
| San Antonio Spurs     | 110 - 104 | 93 - 104  | 115 - 120 | 128 - 115 |           |

## Premi, riconoscimenti e record
- Con la vittoria per 98-87 del Team USA sui padroni di casa in Francia il 10 agosto alle Olimpiadi estive del 2024, Devin Booker ha vinto la sua seconda medaglia d'oro olimpica consecutiva e Kevin Durant la sua quarta medaglia d'oro olimpica consecutiva: in particolare, è stato il primo cestista a vincere quattro medaglie d'oro olimpiche in carriera.
  - Kevin Durant ha anche battuto il record olimpico per il Team USA per il maggior numero di punti segnati (precedentemente stabilito da Carmelo Anthony per gli uomini e da Lisa Leslie in generale) e per il maggior numero di rimbalzi catturati (precedentemente stabilito da Carmelo Anthony) durante un'intera carriera olimpica di basket.[38]
- Il 12 e il 13 ottobre 2024, sia l'ex giocatore di lunga data dei Suns Walter Davis che l'ex giocatore dei Suns Vince Carter sono stati ufficialmente introdotti nella Naismith Basketball Hall of Fame per la classe del 2024 (l'introduzione di Davis è stata postuma) insieme all'ex Phoenix Mercury All-Star Michele Timms.[39] Il periodo di introduzione originale previsto per il 16 e il 17 agosto 2024 è stato posticipato a ottobre a causa di conflitti di programmazione relativi alle Olimpiadi estive del 2024.[40]
- All'inizio di questa stagione, Devin Booker è diventato il quinto giocatore nella storia della franchigia a trascorrere almeno un decennio con i Phoenix Suns, unendosi a giocatori del calibro di Steve Nash (quando ha combinato i suoi due periodi con Phoenix), Walter Davis, Kevin Johnson e Alvan Adams come gli unici altri giocatori a compiere un'impresa del genere.[41] Booker ha ufficialmente lasciato il segno il 23 ottobre 2024, nella partita di apertura dell'arena contro i Los Angeles Clippers all'Intuit Dome, registrando 15 punti, 4 rimbalzi e 6 assist prima di commettere falli verso la fine del quarto quarto in una tesa vittoria ai supplementari per 116-113.

### Della settimana/del mese
- Il 4 novembre 2024, Devin Booker ha vinto il suo decimo premio di Giocatore della Settimana (Player of the Week Award), vincendolo durante la settimana del suo 28º compleanno, dal 28 ottobre al 3 novembre 2024. In quella settimana, avrebbe segnato una media di 33,7 punti con il 48,4% di tiri (che includeva una prestazione da 40 punti, la più alta della stagione, la notte di Halloween all'Intuit Dome, che è attualmente una prestazione da record lì), 6,3 assist, 5,7 rimbalzi e 1,3 palle rubate a partita durante una settimana perfetta con un record di 3-0 e un inizio notevolmente migliorato rispetto alla prestazione della scorsa stagione fino a questo punto della stagione.[42]
- Il 24 marzo 2025, Kevin Durant ha vinto il suo 33º premio di Giocatore della Settimana (Player of the Week Award), vincendolo durante la settimana dal 17 al 23 marzo 2025. In quella settimana, ha segnato una media di 27,3 punti con il 58,8% al tiro (inclusi tiri liberi quasi perfetti), 6,3 assist e 4,3 rimbalzi durante una settimana perfetta con un record di 3-0, di cui la squadra aveva disperatamente bisogno in quel periodo. Durant è ora a pari merito con il compianto Kobe Bryant per il maggior numero di premi di Giocatore della Settimana ricevuti nella NBA, con il loro pareggio dietro solo ai 69 riconoscimenti totali di LeBron James.[43]

### All-Star
- Il 23 gennaio 2025, Kevin Durant è stato nominato uno dei titolari dalle votazioni dei fan della Western Conference insieme a LeBron James e Nikola Jokić per la prima linea e Shai Gilgeous-Alexander e l'ex compagno di squadra di Durant, Stephen Curry, nella seconda linea.[44] Questa sarebbe stata la sua quindicesima apparizione all'All-Star, eguagliando il numero di apparizioni fatte insieme all'ex centro dei Suns (e MVP dell'All-Star) Shaquille O'Neal, Kevin Garnett e Tim Duncan, oltre a pareggiare al quarto posto per il maggior numero di apparizioni all'All-Star dietro solo alle 18 di Kobe Bryant, alle 19 di Kareem Abdul-Jabbar e al già citato LeBron James con 21 apparizioni.[45] Tuttavia, il formato All-Star per quest'anno sarebbe stato uno che lo stesso Durant ha ammesso di non apprezzare molto, sostituendo il tipico formato East Vs. West (ovvero la squadra del capitano della Eastern Conference contro la squadra del capitano della Western Conference) con un formato di torneo a eliminazione diretta tra quattro squadre, in cui le squadre in gara si contendevano la vittoria per prime, arrivando a 40 vittorie.
- Il 31 gennaio 2025, dopo aver inizialmente mancato la possibilità di essere nominato per la Rising Stars Challenge, il rookie Ryan Dunn è stato nominato giocatore sostituto di Jared McCain dei Philadelphia 76ers per partecipare alla Rising Stars Challenge. Dunn ha gareggiato con la "Squadra C" per avere la possibilità di vincere il torneo a eliminazione diretta contro le altre Rising Stars partecipanti all'evento e una squadra selezionata della NBA G League per giocare potenzialmente lui stesso nell'NBA All-Star Game del 2025, diventando così in senso tecnico una All-Star.[46]

### Record
- Il 13 dicembre 2024, sia i Phoenix Suns che gli Utah Jazz hanno battuto il record per il maggior numero di triple realizzate in una partita senza supplementari, oltre a eguagliare il record per il maggior numero di triple realizzate in una singola partita con 44 triple realizzate tra le due squadre (22 realizzate da entrambe le squadre) nella vittoria di Phoenix per 134-126 sugli Jazz.[47] La partita con cui hanno pareggiato il record è stata la partita emozionante con doppio supplementare ad alto punteggio tra i Sacramento Kings e i Los Angeles Clippers del 24 febbraio 2023 che ha visto i Kings sopravvivere con una vittoria per 176-175 (la seconda partita con il punteggio più alto nella storia della NBA) nonostante Sacramento abbia realizzato 18 triple rispetto alle 26 triple dei Clippers quella sera.[48] Tuttavia, il record è stato pareggiato solo per due giorni prima di essere battuto il 15 dicembre dai Dallas Mavericks e dai Golden State Warriors.[49]

### Record della squadra
- Il 2 novembre 2024, i Suns hanno realizzato un nuovo record di 52 tiri da tre punti (anche se ne realizzarono solo 17) nella vittoria per 103-97 sui Portland Trail Blazers, battendo un precedente record di franchigia per tentativi in una partita senza tempi supplementari, con l'unica partita con più tentativi in una partita con doppi tempi supplementari nel 2021 contro i Denver Nuggets.[50]
- Il 18 gennaio 2025, il nuovo centro dei Suns Nick Richards è diventato il primo centro nella storia della franchigia a debuttare con una doppia doppia di almeno 20 punti e 10 rimbalzi, partendo dalla panchina, nella vittoria per 125-121 sui Detroit Pistons a metà stagione.[51]

### Traguardi
- Durante la terza partita della stagione, il 26 ottobre 2024, Kevin Durant è diventato l'ottavo giocatore nella storia della NBA a raggiungere i 29.000 punti in carriera.[52] Ha superato il traguardo con una tripla realizzata a 7:15 dalla fine del quarto quarto, chiudendo poi la partita con 31 punti totali segnati nella vittoria per 114-102 sui Dallas Mavericks, campioni in carica della Western Conference, nella partita d'esordio casalinga dei Suns.
- Il 6 gennaio 2025, Kevin Durant ha superato il punteggio complessivo combinato di Moses Malone sia in ABA che in NBA, diventando il decimo miglior marcatore nella storia del basket professionistico, sommando NBA e ABA. Quella sera, Durant ha messo a segno 23 punti nella vittoria per 109-99 sui Philadelphia 76ers.[53][54]
- L'11 febbraio 2025, Kevin Durant è diventato l'ottavo giocatore nella storia della NBA a segnare oltre 30.000 punti nella lega (nono giocatore in assoluto a raggiungere tale traguardo se si includono i totali di punti combinati di Julius Erving sia in ABA che in NBA[53]), realizzando il suo 30.000º punto in carriera a 1:11 dalla fine del terzo quarto, per un totale di 26 punti. Ha poi concluso la serata con 34 punti segnati nella sconfitta per 119-112 contro i Memphis Grizzlies quella sera.[55]

Dopo quella serata speciale, Durant ha superato il totale di punti di Julius Erving sommando il suo periodo in ABA e NBA con 37 punti segnati nella sconfitta per 119-111 contro gli Houston Rockets. Ciò ha reso ufficialmente Durant l'ottavo miglior marcatore assoluto nella storia del basket professionistico se si sommano NBA e ABA, per non parlare della sola NBA di per sé.

### Traguardi di squadra
- Nella seconda partita della stagione, il 25 ottobre 2024, Devin Booker è stato il sesto giocatore nella storia della franchigia a superare la barriera dei 3.000 assist con i Suns. Booker ha successivamente registrato il suo 3.000º assist in carriera, quando ha passato il pallone a Kevin Durant per un terzo tempo a 6:33 dalla fine del primo quarto. Si è unito a Jason Kidd, Walter Davis, Alvan Adams, Kevin Johnson e Steve Nash, unici giocatori dei Suns ad aver raggiunto questo traguardo con la franchigia. Booker ha concluso la serata con 4 assist nella sconfitta per 123-116 contro i Los Angeles Lakers, oltre a superare anche Steve Nash come decimo giocatore con il maggior numero di palle rubate nella storia della franchigia, con una sola, dopo aver pareggiato il record una partita prima all'esordio stagionale.
- Nella notte di Halloween, Devin Booker ha superato per primo il record di assist di Jason Kidd con la franchigia, pareggiando con un passaggio per un terzo tempo realizzato da Kevin Durant a 6:17 dalla fine del primo quarto e superandolo poi con un passaggio per una tripla del rookie Ryan Dunn a 7:07 dalla fine del secondo quarto. Booker ha chiuso la partita con 8 assist e un record stagionale di 40 punti nella vittoria in rimonta per 125-119 sui Los Angeles Clippers in trasferta. In più, ha superato l'ex ala grande Larry Nance Sr., diventando il giocatore più giovane con il nono maggior numero di palle rubate nella storia della franchigia, con 3 palle rubate all'attivo, dopo aver già superato Steve Nash all'inizio della stagione.
- Il 3 dicembre 2024, Devin Booker si è unito a Walter Davis diventando l'unico altro giocatore nella storia della franchigia a segnare oltre 15.000 punti con i Suns, nonché il nono giocatore più giovane nella storia della NBA a raggiungere tale traguardo. Ha raggiunto quel traguardo all'inizio della partita con un tiro in sospensione dalla media distanza a 11:37 minuti dalla fine, primo canestro realizzato dal giocatore del Michigan. Booker ha poi guidato l'intera squadra con 29 punti, 9 rimbalzi e 5 assist nella vittoria per 104-93 sui San Antonio Spurs, in quella che sarebbe poi diventata l'ultima partita di entrambe le squadre nella NBA Cup 2024.
- Il 3 febbraio 2025, Devin Booker ha ufficialmente superato Walter Davis in punti totali segnati con i Phoenix Suns, diventando il nuovo miglior marcatore della franchigia nella sua storia. Ha superato Davis con una tripla realizzata a 7:34 dalla fine del terzo quarto, con la partita che ha visto la chiamata di un timeout in seguito per celebrare il momento in trasferta.[57] Sfortunatamente, quella notte sarebbe stata rovinata dalla sconfitta dei Suns con un punteggio finale di 121-119 contro i Portland Trail Blazers, tra cui vi partecipava l'ex centro dei Suns Deandre Ayton. Tuttavia, i Suns hanno poi festeggiato l'occasione in modo appropriato nel loro palazzetto di casa quattro giorni dopo, il 7 febbraio, con la squadra che ha vinto quella partita ai supplementari contro gli Utah Jazz con un punteggio finale di 135-127.

## Mercato

### Scambi
| 26.6.2024 | | |
| Phoenix Suns Diritti al draft per Ryan Dunn (No. 28) Diritti al draft per Kevin McCullar Jr. (No. 56) Scelta 2º giro Draft 2026 Scelta 2º giro Draft 2031 | Denver Nuggets Diritti al draft per DaRon Holmes II (No. 22) | |
| 27.6.2024 | Phoenix Suns Diritti al draft per Oso Ighodaro (No. 40) | N.Y. Knicks Diritti al draft per Kevin McCullar Jr. (No. 56) Scelta protetta 2º giro della Top-45 Draft 2028 (da Boston via Phoenix)                                       |
| 29.7.2024 | Phoenix Suns E.J. Liddell | Atlanta Hawks David Roddy |
| 15.1.2025 | Phoenix Suns Nick Richards Eccezione per giocatori scambiati da $ 3,25 milioni | Charlotte Hornets / Josh Okogie Scelta 2º giro Draft 2026 (da Denver via Phoenix) Scelta 2º giro Draft 2031 (da Phoenix) Scelta 2º giro Draft 2031 (da Denver via Phoenix) |
| 21.1.2025 | Phoenix Suns Scelta 1º giro Draft 2025 (da Denver via Utah) Scelta protetta 1º giro Draft 2027 (da Cleveland, Minnesota o Utah) Scelta 1º giro Draft 2029 (da Cleveland, Minnesota o Utah) | Utah Jazz Scelta protetta 1º giro Draft 2031 |
| 6.2.2025 | Phoenix Suns Cody Martin Vasilije Micić Scelta 2º giro Draft 2026 (da Denver o Golden State via Charlotte)                                                                                 | Charlotte Hornets Jusuf Nurkić I diritti di scambio di scelte dei Phoenix al primo giro del 2026 saranno scambiati tra Memphis, Orlando e Washington                       |

### Free Agency

#### Rinnovi
| Data      | Giocatore     | Ref.                               |
| --------- | ------------- | ---------------------------------- |
| 15.4.2024 | Grayson Allen | 4 anni - $ 70 milioni              |
| 3.7.2024  | Damion Lee    | 1 anno - $ 2.800.834               |
| 6.7.2023  | Royce O'Neale | 4 anni - $ 44 milioni              |
| 7.7.2024  | Bol Bol       | 1 anno - $ 2.425.403 o $ 2.910.483 |
| 13.7.2024 | Josh Okogie   | 2 anni - $ 16 milioni              |

#### Acquisti
| Data       | Giocatore           | Contratto                            | Provenienza                      |
| ---------- | ------------------- | ------------------------------------ | -------------------------------- |
| 2.7.2024   | Collin Gillespie    | Contratto Two-Way - $ 578.577        | Denver Nuggets / G. Rapids Gold  |
| 4.7.2024   | Jalen Bridges       | Contratto Two-Way - $ 578.577        | Baylor Bears                     |
| 5.7.2024   | Monté Morris        | 1 anno - $ 2.800.834                 | Minnesota T'wolves               |
| 5.7.2024   | Mason Plumlee       | 1 anno - $ 3.303.771                 | L.A. Clippers                    |
| 30.7.2024  | Tyus Jones          | 1 anno - $ 3.303.771                 | Wash. Wizards                    |
| 2.8.2024   | TyTy Washington Jr. | Contratto Two-Way - $ 578.577        | Milwaukee Bucks / Wisconsin Herd |
| 19.9.2024  | Jaden Shackelford   | 1 anno (non garantito) - $ 1.157.153 | Oklahoma Blue                    |
| 23.9.2024  | Moses Wood          | 1 anno - $ 1.157.153                 | Washington Huskies               |
| 26.9.2024  | Tyrese Samuel       | 1 anno (non garantito) - $ 1.157.153 | Florida Gators                   |
| 26.9.2024  | Mamadi Diakité      | 1 anno (non garantito) - $ 2.237.691 | Memphis Grizzlies                |
| 26.9.2024  | Frank Kaminsky      | 1 anno (non garantito) - $ 2.237.691 | Partizan                         |
| 27.9.2024  | David Stockton      | 1 anno (non garantito) - $ 2.087.519 | Valley Suns                      |
| 16.10.2024 | Paul Watson         | 1 anno (non garantito) - $ 2.162.606 | Valley Suns                      |

#### Cessioni
| Data       | Giocatore         | Motivo                                    | Nuova squadra(e)                                                                       |
| ---------- | ----------------- | ----------------------------------------- | -------------------------------------------------------------------------------------- |
| 10.7.2024  | Eric Gordon       | Free agent senza restrizioni              | Philadelphia 76ers                                                                     |
| 10.7.2024  | Ish Wainright     | Free agent senza restrizioni              | Hapoel Tel Aviv                                                                        |
| 29.7.2024  | David Roddy       | Scambiato                                 | Atlanta Hawks / Philadelphia 76ers / Del. Blue Coats / Houston Rockets / R.G.V. Vipers |
| 13.8.2024  | Drew Eubanks      | Free agent senza restrizioni              | Utah Jazz / L.A. Clippers                                                              |
| 19.8.2024  | Udoka Azubuike    | Free agent senza restrizioni              | Budućnost                                                                              |
| 30.8.2024  | Saben Lee         | Free agent senza restrizioni              | Manisa / Maccabi Tel Aviv / Olympiakos                                                 |
| 7.9.2024   | E.J. Liddell      | Rilasciato                                | Chicago Bulls / Windy City Bulls                                                       |
| 24.9.2024  | Nassir Little     | Rilasciato                                | Miami Heat / S. Falls Skyforce                                                         |
| 27.10.2024 | Mamadi Diakité    | Rilasciato                                | Valley Suns                                                                            |
| 27.10.2024 | Tyrese Samuel     | Rilasciato                                | Valley Suns                                                                            |
| 27.10.2024 | Jaden Shackelford | Rilasciato                                | Valley Suns                                                                            |
| 27.10.2024 | David Stockton    | Rilasciato                                | Valley Suns                                                                            |
| 27.10.2024 | Paul Watson       | Rilasciato                                | Valley Suns                                                                            |
| 27.10.2024 | Moses Wood        | Rilasciato                                | Valley Suns                                                                            |
| 16.12.2024 | Frank Kaminsky    | Rilasciato                                | Raptors 905                                                                            |
| 15.1.2025  | Josh Okogie       | Scambiato                                 | Charlotte Hornets                                                                      |
| 28.1.2025  | Isaiah Thomas     | Rilasciato / Free agent senza restrizioni | S.L.C. Stars                                                                           |
| 6.2.2025   | Jusuf Nurkić      | Scambiato                                 | Charlotte Hornets                                                                      |

## Statistiche

### Statistiche di squadra
| Competizione      | In casa | In casa | In casa | In casa | In casa | In trasferta | In trasferta | In trasferta | In trasferta | In trasferta | Totale | Totale | Totale | Totale | Totale | Totale |
| Competizione      | G       | V       | P       | Ptf     | Pts     | G            | V            | P            | Ptf          | Pts          | G      | V      | P      | Ptf    | Pts    | Diff.  |
| ----------------- | ------- | ------- | ------- | ------- | ------- | ------------ | ------------ | ------------ | ------------ | ------------ | ------ | ------ | ------ | ------ | ------ | ------ |
| Stagione regolare | 41      | 24      | 17      | 4676    | 4684    | 41           | 12           | 29           | 4641         | 4879         | 82     | 36     | 46     | 9317   | 9563   | +246   |

### Statistiche individuali

#### Stagione regolare
|                   |    |      |    |      | Tiri da 2 | Tiri da 2 | Tiri da 2 | Tiri da 3 | Tiri da 3 | Tiri da 3 | Tiri liberi | Tiri liberi | Tiri liberi | Rimbalzi | Rimbalzi | Rimbalzi | Palle | Palle |     |      |      |      |
| Giocatore         | PG | PUN  | SF | MIN  | R         | T         | %         | R         | T         | %         | R           | T           | %           | O        | D        | T        | P     | R     | S   | FC   | Ass  | +/-  |
| ----------------- | -- | ---- | -- | ---- | --------- | --------- | --------- | --------- | --------- | --------- | ----------- | ----------- | ----------- | -------- | -------- | -------- | ----- | ----- | --- | ---- | ---- | ---- |
| G. Allen          | 64 | 680  | 7  | 1544 | 70        | 139       | 50,4      | 149       | 350       | 42,6      | 93          | 114         | 81,6        | 34       | 160      | 194      | 75    | 54    | 19  | 95   | 137  | -79  |
| B. Beal           | 53 | 902  | 38 | 1702 | 243       | 430       | 56,5      | 102       | 264       | 38,6      | 110         | 137         | 80,3        | 34       | 143      | 177      | 99    | 58    | 28  | 136  | 195  | -273 |
| B. Bol            | 36 | 244  | 10 | 448  | 64        | 90        | 71,1      | 32        | 93        | 34,4      | 20          | 26          | 76,9        | 20       | 84       | 104      | 20    | 9     | 25  | 20   | 22   | -37  |
| D. Booker         | 75 | 1923 | 75 | 2795 | 471       | 869       | 54,2      | 183       | 551       | 33,2      | 432         | 483         | 89,4        | 76       | 229      | 305      | 220   | 67    | 16  | 198  | 529  | -177 |
| J. Bridges        | 8  | 9    | 0  | 30   | 0         | 0         | 0         | 2         | 7         | 28,6      | 3           | 4           | 75,0        | 0        | 4        | 4        | 4     | 0     | 0   | 0    | 0    | +7   |
| R. Dunn           | 74 | 511  | 44 | 1410 | 123       | 213       | 57,7      | 82        | 264       | 31,1      | 19          | 39          | 48,7        | 92       | 175      | 267      | 40    | 44    | 40  | 162  | 57   | -169 |
| K. Durant         | 62 | 1647 | 62 | 2265 | 432       | 752       | 57,4      | 160       | 372       | 43,0      | 303         | 361         | 83,9        | 23       | 351      | 374      | 190   | 50    | 77  | 104  | 263  | -38  |
| C. Gillespie      | 33 | 194  | 9  | 461  | 29        | 68        | 42,6      | 39        | 90        | 43,3      | 19          | 22          | 86,4        | 22       | 56       | 78       | 17    | 21    | 5   | 30   | 78   | -29  |
| O. Ighodaro       | 61 | 255  | 9  | 1046 | 113       | 185       | 61,1      | 0         | 2         | 0         | 29          | 50          | 58,0        | 66       | 156      | 222      | 39    | 28    | 29  | 102  | 71   | -21  |
| T. Jones          | 81 | 829  | 58 | 2174 | 140       | 282       | 49,6      | 166       | 401       | 41,4      | 51          | 57          | 89,5        | 40       | 156      | 196      | 91    | 69    | 8   | 63   | 429  | -92  |
| D. Lee            | 25 | 83   | 0  | 144  | 18        | 37        | 48,6      | 9         | 37        | 24,3      | 20          | 21          | 95,2        | 3        | 17       | 20       | 10    | 6     | 0   | 6    | 11   | +25  |
| C. Martin         | 14 | 52   | 0  | 206  | 17        | 30        | 56,7      | 3         | 27        | 11,1      | 9           | 12          | 75,0        | 13       | 35       | 48       | 9     | 13    | 6   | 23   | 16   | -51  |
| V. Micić          | 5  | 0    | 0  | 21   | 0         | 0         | 0         | 0         | 0         | 0         | 0           | 0           | 0           | 0        | 2        | 2        | 3     | 0     | 0   | 1    | 1    | +7   |
| M. Morris         | 45 | 233  | 0  | 571  | 52        | 109       | 47,7      | 31        | 86        | 36,0      | 36          | 42          | 85,7        | 12       | 55       | 67       | 21    | 20    | 3   | 23   | 73   | +47  |
| J. Nurkić         | 25 | 215  | 23 | 592  | 55        | 104       | 52,9      | 19        | 59        | 32,2      | 48          | 69          | 69,6        | 46       | 183      | 229      | 57    | 23    | 16  | 78   | 47   | -69  |
| R. O'Neale        | 75 | 680  | 22 | 1837 | 62        | 129       | 48,1      | 179       | 441       | 40,6      | 19          | 26          | 73,1        | 53       | 296      | 349      | 65    | 67    | 34  | 151  | 163  | -155 |
| J. Okogie         | 25 | 150  | 1  | 351  | 40        | 72        | 55,6      | 16        | 42        | 38,1      | 22          | 32          | 68,8        | 32       | 40       | 72       | 16    | 21    | 10  | 28   | 14   | -22  |
| M. Plumlee        | 74 | 333  | 21 | 1300 | 125       | 198       | 63,1      | 0         | 4         | 0         | 83          | 128         | 64,8        | 116      | 339      | 455      | 59    | 33    | 47  | 154  | 134  | +54  |
| Nick Richards     | 36 | 342  | 34 | 816  | 141       | 232       | 60,8      | 0         | 1         | 0         | 60          | 73          | 82,2        | 97       | 211      | 308      | 48    | 7     | 29  | 93   | 21   | -160 |
| T. Washington Jr. | 16 | 35   | 0  | 118  | 10        | 24        | 41,7      | 4         | 21        | 19,0      | 3           | 6           | 50,0        | 4        | 9        | 13       | 3     | 3     | 0   | 4    | 16   | +2   |
| Totale            | 82 | 9317 | –  | –    | 2205      | 3963      | 55,6      | 1176      | 3112      | 37,8      | 1379        | 1702        | 81,0        | 783      | 2701     | 3484     | 1086  | 593   | 392 | 1471 | 2277 | -246 |